# Raabklamm

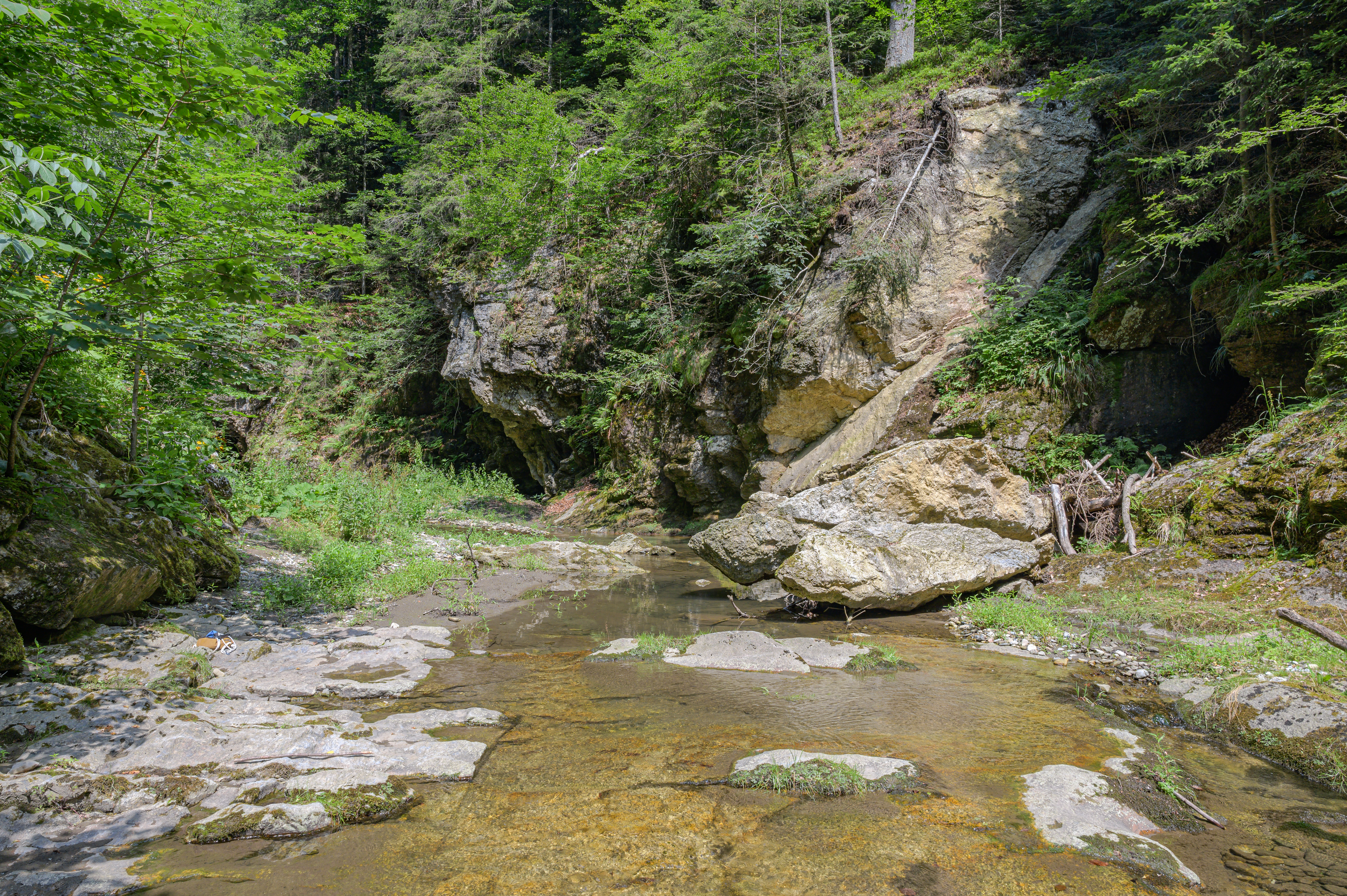
Die Raab durchfließt die Raabklamm

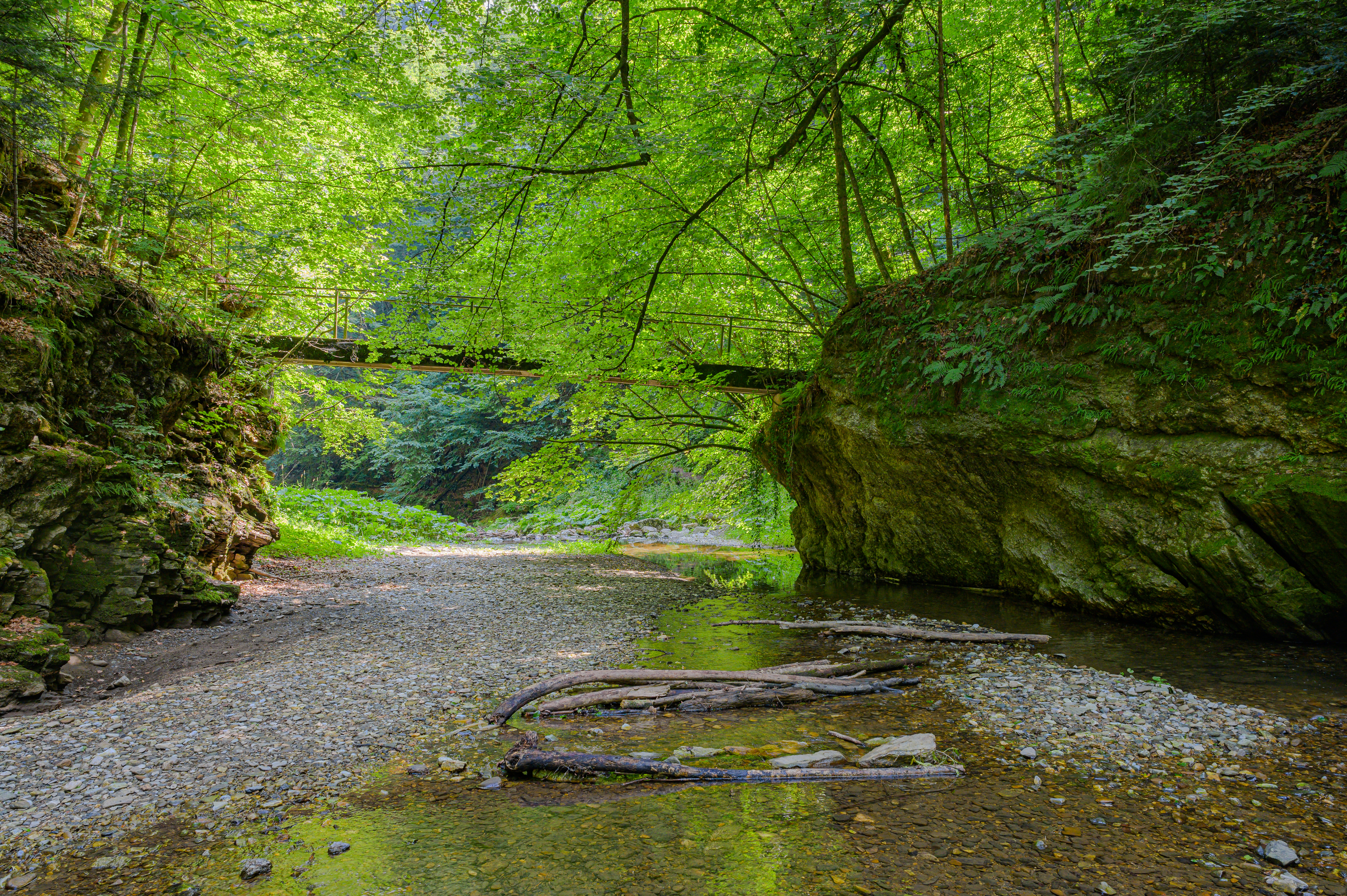
Ein Steg verbindet die Ufer der Raab im unteren Drittel der Klamm

Die Raabklamm ist ein Kerbtal der Raab am südlichen Rand des Passailer Beckens, nordwestlich von Weiz und die längste Klamm Österreichs.

## Lage
Linksuferig flussabwärts der Raab befinden sich die Gemeinden Naas und Mortantsch, links- und rechtsuferig die Marktgemeinde Passail und rechtsuferig Gutenberg-Stenzengreith. Die mittlere Seehöhe beträgt 505 m.

## Flora und Fauna
In der Klamm befinden sich Grauerlen-Auen und Schlucht- und Hangmischwälder, die von Buchen (Fagus sylvatica) dominiert werden, aber auch Halbtrockenrasen und Kalkfelsen mit Felsspaltenvegetation. Seltenen und geschützten Pflanzen bietet die Raabklamm einen geeigneten Lebensraum; so sind hier u. a. der Echte Seidelbast (Daphne mezereum), der Türkenbund (Lilium martagon), der Wolfs-Eisenhut (Aconitum lycoctonum) und das Europäische Alpenveilchen (Cyclamen purpurascens) zu finden.
Nach der FFH-RL geschützte Tierarten hier sind z. B. der Alpenbock (Rosalia alpina), der Sperlingskauz (Glaucidium passerinum), der Schwarzstorch (Ciconia nigra), der Wanderfalke (Falco peregrinus) und die Große Hufeisennase (Rhinolophus ferrumequinum).

## Naturschutz
Das rund 400 Hektar umfassende Gebiet der Raabklamm, die als Flussstrecke von nationaler Bedeutung gilt, ist als Natura 2000-Gebiet nach der Fauna-Flora-Habitat-Richtlinie (FFH-RL) und der Vogelschutzrichtlinie und als Naturschutzgebiet ausgewiesen, da geschützte Pflanzen- und Tierarten hier vorkommen und die Gewässerstruktur der Raab in diesem Abschnitt noch weitgehend natürlich ist. Die Nutzbarmachung der Finzenquelle durch den Wasserverband Schöckl Alpenquell sorgte Ende des Jahres 2007 für einen Konflikt mit dem steirischen Naturschutzbund, da der natürliche Quelltümpel grundlegend verändert werden musste.